# ヘイ・オン・ワイ

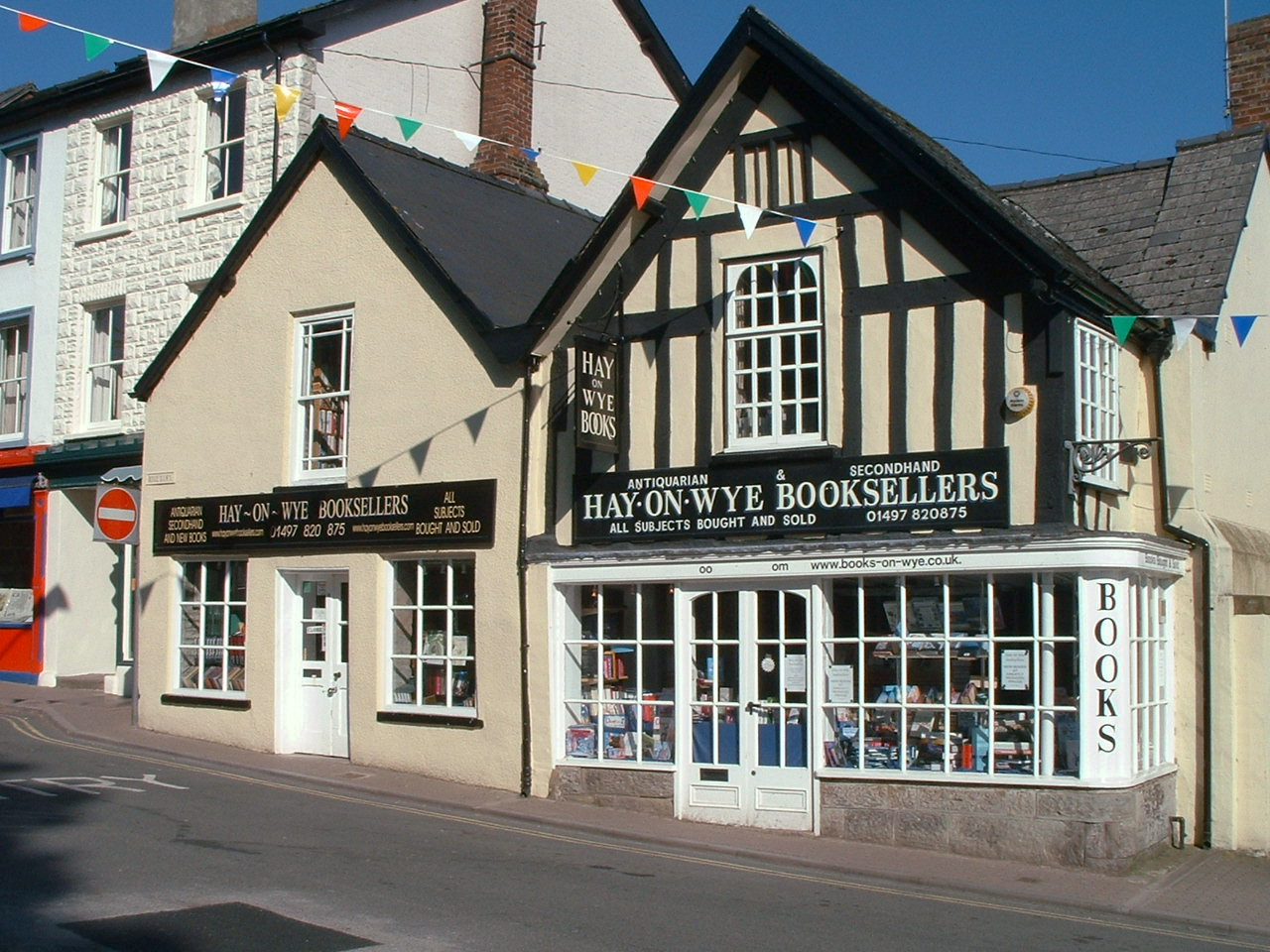
ヘイ・オン・ワイ中心部にある古書店

ヘイ・オン・ワイ（Hay-on-Wye）は、英国ウェールズのポーイスにある町。1960年代から形成された古書店街で知られ、30軒以上の古書店が立ち並ぶ。古書を核とした地域おこしの先駆的事例であり、今では「古書の聖地」として知られる。ウェールズ語では「イ・ゲリ」という。

## 成り立ち

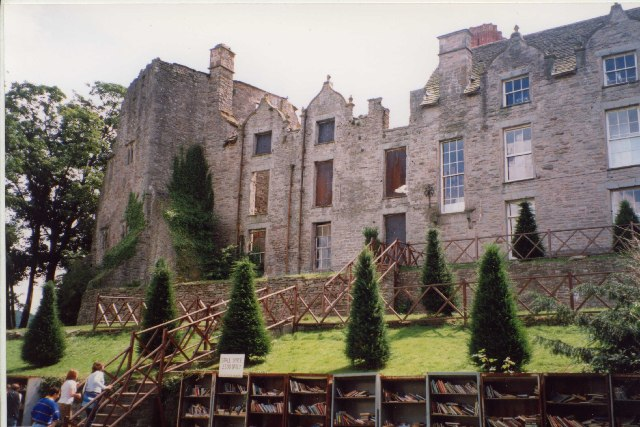
ヘイ城。12世紀に建立された。

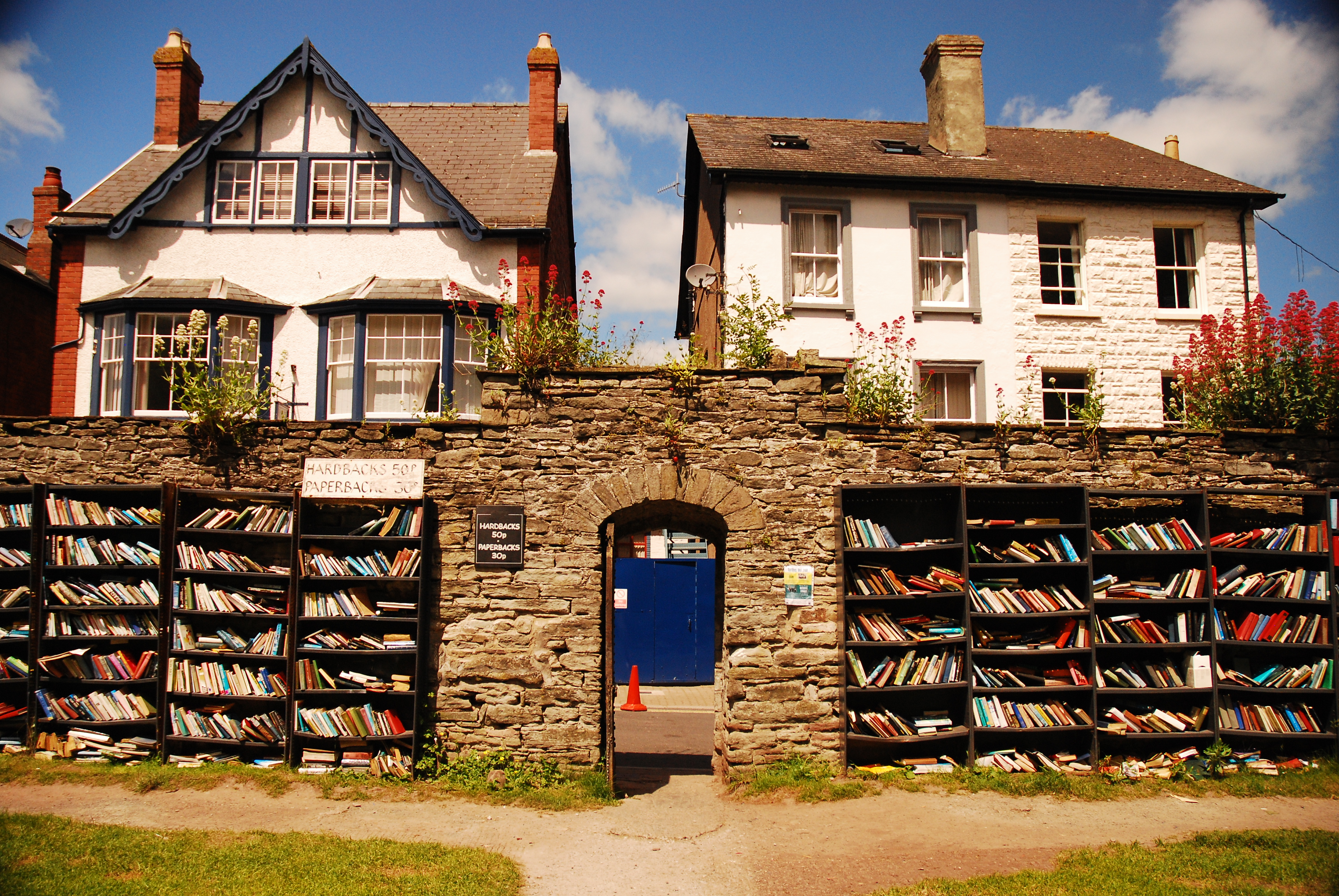
ヘイ城中庭にある正直者書店。屋外に書棚が設けられている。

古書店街は一般に、神田古書店街やチャリング・クロス、カルチエ・ラタン、琉璃廠、イスタンブールのサハフラル・チャルシュスのように都市に成立してきた。ヘイ・オン・ワイは交通の不便な田舎町に成立した珍しい例である。
人口約1,500人の小さな町で、ブレコンビーコンズ国立公園内にある。東端はイングランドと隣接し、市街はワイ川に面している。最寄りの都市はヘレフォードシャーの州庁所在地ヘレフォードで、西へ約35km離れている。戦後、地場産業は廃れ、若者は都市へ出て行ってしまった。町をかつて通っていた鉄道は、ビーチング・アックスによって1963年に廃線となった。衰退を続ける町に活気をもたらしたのはリチャード・ブース（1938 - 2019）、自称「本の王」である。
ブースは1961年に廃業していた映画館を、翌1962年に旧消防署を買い取り、古書店を開業した。1971年には古城ヘイ・キャッスルを1万ポンドで購入し、城内はもとより城外にも書棚を設けた。古書店の整備と並行して、ウェールズ観光局と協同してヘイを古本の町として宣伝すると、国内外で脚光を浴びた。その後も1977年にヘイの独立とEEC脱退を宣言したり、ジャーナリスト兼高かおるを「独立国」ヘイの公爵に任命したり、1983年に総選挙に出馬するなど、ブースのマスコミ戦略が奏功し、町はさらに有名になった。古書店街の発展とともに、骨董品店やレストラン、B&Bなどが増加し、今では1年を通じて観光客が絶えない。ヘイ・オン・ワイは戦後イギリスで最も成功したツーリズムに数えられている。
ヘイはブースの精力的活動によって、古書店街として地域活性化を果たしたといえる。ところが、ブース自身は住民と軋轢が絶えず、古書店の放漫経営から何度か破産宣告を受けている。また、町の運営をめぐって行政と対立したため、1980年代の開発局や観光局はヘイの取り組みや経済効果を評価しなかった。2005年にブースは古書店を売却し、ドイツに移住。その際、地元の国会議員からは、小さな町を名だたる古書の町として有名にした功績を評価されている

## ヘイ文学祭
1988年以来、毎年5月から6月にかけて約10日間開催される文学祭で、参加者は推定5万人、来町者は50万人に及ぶ。著作者や出版社が版権を交渉する場となっており、作家の朗読会や講演などが開かれる。以前は小学校や城など町の中心部で行われていたが、2005年からは周縁部の広場に会場を移し、古書店との関係は薄くなっている。この背景には、BBCやサンデー・タイムズ紙、ガーディアン紙など大資本がスポンサーに就いた事情がある。アメリカ合衆国元大統領ビル・クリントンや俳優ジェーン・フォンダが参加し、自著を宣伝したこともある。ヘイ・オン・ワイは、町外の大資本に頼らず地域再生を遂げたことから、近年のヘイ文学祭の変質に戸惑う住民もいる。

## 注
1. ↑  「成り立ち」節は、藤田弘夫「古書の町とまちづくり」、および鈴木輝隆「ブックタウンによる地域経営」（いずれも『神田神保町とヘイ・オン・ワイ』所収）に基づく。
2. ↑  “Self-styled king of Hay sells up”. bbc.co.uk. (2005年8月18日) 2007年5月11日閲覧。
3. ↑  「ヘイ文学祭」節は、鈴木輝隆「ブックタウンによる地域経営」、および「記録：古本屋の生の声」（いずれも『神田神保町とヘイ・オン・ワイ』所収）に基づく。

## 文献
- 神田神保町とヘイ・オン・ワイ : 古書とまちづくりの比較社会学 / 大内田鶴子ほか編. -- 東信堂, 2008.7
- 古書の聖地 / ポール・コリンズ著 ; 中尾真理訳. -- 晶文社, 2005.2
- 本の国の王様 / リチャード・ブースほか著 ; 東眞理子訳. -- 創元社, 2002.1